# فوجیوارا نو گنشی
فوجیوارا نو گنشی (به ژاپنی: 藤原嫄子 Fujiwara no Genshi)؛ ۲۴ اوت ۱۰۱۶ – ۱۹ سپتامبر ۱۰۳۹) همسر اصلی (کوگو) و همسر امپراتور گو-سوزاکو اهل ژاپن بود.